# Новости радио (газета)
Но́вости ра́дио — первая газета в СССР, посвящённая теме радио. Основана в 1925 году обществом "Радиопередача". В ней печатались радиопрограммы, освещались вопросы техники радио, на страницах газеты выступали Дзержинский, Калинин, Крупская, Луначарский. За годы своего существования газета выполнила большую работу по пропаганде радио, на ее страницах получили отражение основные направления радиостроительства в СССР. Издание сыграло заметную роль в формировании аудитории радиослушателей, внесло вклад в развитие новых форм и жанров вещания. Выпуск газеты был прекращён в 1928 году в связи с ликвидацией общества "Радиопередача".
С 1928 года выходит еженедельник Радио программы, с 1931 г. издатель — Всесоюзный комитет по радиовещанию, с 1932 года - при Наркомсвязи. С 1973 года выходит издание Гостелерадио СССР — газета «Говорит и показывает Москва», после 1990 года — «7 дней».